# Klipni motor
Motori sa unutrašnjim sagorevanjem (SUS motori) su toplotni motori kod kojih produkti sagorevanja (koji su višeg energetskog potencijala, nastalog oslobađanjem toplote), svojim direktnim dejstvom vrše mehanički rad.
Pojam motor s unutrašnjim sagorevanjem obično se odnosi na SUS-motore kod kojih se proces sagorevanja obavlja s prekidima. Osim ovih, postoje i motori s unutrašnjim sagorijevanjem kod kojih se proces sagorevanja obavlja kontinuirano i takvi motori su gasne turbine, mlazni motori (reaktivni motori) i većina raketnih motora. Vatreno oružje je isto tako forma mašine sa unutrašnjim sagorevanjem. Ovi SUS-motori s kontinuiranim procesom sagorevanja rade na istom principu kao i prethodno opisani.

## Primena
Motor s unutrašnjim sagorevanjem najčešće se koristi za pogon automobila, građevinskih, poljoprivrednih i prenosnih mašina i najveći broj vozila. Najveća prednost ovih izvora energije jeste relativno dobar odnos težine i snage motora. Generalno koristeći fosilna goriva, ovi motori su našli široku primenu kod gotovo svih vozila (automobili, kamioni, motorcikli, brodovi i neki tipovi aviona i lokomotiva). U slučajevima gde je potrebna velika snaga uz malu težinu motora koriste se gasne turbine. Takve primene se nalaze kod aviona, helikoptera, velikih brodova i slično.

## Radni ciklus
Svaki SUS motor u toku svog rada mora obaviti osnovna 4 procesa:
1. usisavanje,
2. sabijanje (kompresija),
3. sagorevanje, odnosno širenje (ekspanzija) i
4. izduvavanje.

Razlike između tipova SUS motora su u vremenu, mestu i načinu vršenja ovih procesa. Neki motori vrše sve procese u isto vreme, ali na različitim mestima u motoru (npr. mlazni motor), a neki vrše procese na istom mestu, ali u različito vreme (npr. klipni Oto i Dizel motori).

### 1. Usisavanje
Prvi proces u toku rada SUS motora je usisavanje. U ovom procesu se smeša vazduha i goriva usisava u motor (kod motora sa spoljašnjim obrazovanjem smeše, npr. Oto motor sa karburatorom) ili se usisava samo vazduh, a gorivo se ubrizgava pod pritiskom (Oto motor sa direktnim ubrizgavanjem). Kod nekih motora se gorivo ubrizgava tek u procesu kompresije (Dizel motor). Zadatak procesa usisavanja jeste da motor obezbedi smešu goriva ili samo vazduh za kasnije sagorevanje.I taj se proces ponavlja nakon posljednjeg procesa tj.izduva.

### 2. Sabijanje
Proces kompresije je vrlo bitan, jer se u njemu obezbeđuju uslovi za sagorevanje. U ovom procesu motor sabija usisanu smešu, ili samo vazduh, povećavajući joj pritisak i temperaturu. Veći pritisak omogućava brže i eksplozivnije sagorevanje, jer su molekuli kiseonika iz vazduha i goriva zbijeni i gorivo mnogo brže "pohvata" molekule kiseonika, brže reaguje sa njima pri sagorevanju. Kod Dizel motora, pri kraju sabijanja se ubrizgava gorivo i obrazuje smešu. Takt br. 2 na animaciji je proces sabijanja.

### 3. Sagorevanje, širenje (ekspanzija)
U procesu sagorevanja smeša goriva i vazduha se pali i sagoreva oslobađajući ogromnu količinu energije. Gasovi nastali kao proizvod sagorevanja su pod znatno većim pritiskom i temperaturom nego smeša i imaju ogromnu potencijalnu energiju. Način paljenja i sagorevanja se razlikuje među vrstama motora. Prvi trenuci takta br. 3 na animaciji (bljesak) odgovaraju procesu sagorevanja.
Ekspanzija je proces koji daje snagu motoru, tj. vrši koristan mehanički rad. Svi ostali procesi postoje samo da bi stvorili uslove za ovaj proces. U ovom procesu sagoreli gasovi sa ogromnom potencijalnom energijom se šire, potiskujući klip u klipnom motoru, rotor u vankel motoru, turbinu u elisnom mlaznom motoru ili stvarajući direktan potisak u potisnom mlaznom motoru; vršeći mehanički rad. Ovom procesu odgovara veći deo 3. takta animacije (onaj posle bljeska).

### 4. Izduvavanje
Kad sagoreli gasovi svoju potencijalnu energiju pretvore u mehanički rad, postaju beskorisni. Proces izduvavanja je zadužen da beskorisne gasove izbaci u atmosferu. Takt br. 4 animacije je proces izduvavanja.
Kod klipnih motora, zbog brzine odvijanja ovih procesa i inercije gasova, često se 2 procesa vrše u isto vreme (sledeći počne pre nego što se prethodni završio). Npr. proces sagorevanja kod četvorotaktnih Oto i Dizel motora se često "preklapa" sa procesima sabijanja i širenja.

## Podela
Dele se na:
- klipne (motori promenljive zapremine):
  - rotacioni, tj. sa obrtnim klipovima (vankelov motor);
  - translatorni (linijski), tj. sa oscilujućim klipovima. U užem smislu, naziv klipni motori označava ove motore, a koristi se i naziv "klasični" klipni motori. U ovu grupu spadaju oto motori i dizel motori, a mogu biti dvotaktni i četvorotaktni.
- strujne (gasna turbina, mlazni i raketni motori);

### Podela po taktnosti

#### Dvotaktni motori
Princip rada dvotaktnog motora je jednostavan. Dvotaktni motor ima dva takta. Prvi takt sadrži usisavanje i komprimovanje vazduha, dok je drugi takt radni, odnosno sadrži ekspanziju i izbacivanje sagorelih gasova. Kretanjem klipa iz donje mrtve tačke (u daljnjem tekstu DMT) započinje prvi takt. Na donjem delu zida cilindra nalaze se usisni kanali za usisavanje svežeg vazduha koji potiskuje punjač. Prolaskom klipa iznad usisnih kanala prestaje dotok svežeg vazduha i počinje komprimovanje vazduha. Klip se kreće prema gornjoj mrtvoj tački (u daljnjem tekstu GMT). Kad klip stigne u GMT, započinje radni takt. Međutim, ubrizgavanje goriva započinje nekoliko stepeni pre GMT-a. Ubrizgavanjem goriva u prostor cilindra ono se samozapaljuje zbog visoke temperature komprimiranog zraka i fino raspršenog goriva. Gorivo se ubrizgava pod pritiskom od oko 150 bara. Nakon ekspanzije klip se kreće prema DMT-u i okreće vratilo na koje je spojen. Izbacivanje sagorelih gasova počinje kad klip svojim kretanjem prema DMT-u otvori ispušne kanale na zidu cilindra, koji su smešteni iznad usisnih kanala tako da većina izgorele smese iziđe van prostora cilindra, tako da, kad klip otvori usisne kanale, sveži vazduh pomogne ispiranju cilindra od izgorele smese. Dolaskom klipa u DMT završava se radni takt i počinje prvi.
Gornji opis je opis dvotaktnog dizelskog motora, a kod benzinskih motora postoji nekoliko razlika. U cilindar se ubacuje smesa vazduha i goriva, koja se pritiska, a zatim se, nekoliko stupnjeva pre GMT-a, pali iskrom iz svećice.

#### Četverotaktni motori
Princip rada četverotaktnih motora malo je složeniji od rada dvotaktnog motora. Prvi takt je usisavanje gorive smese ili vazduha. Kretnjom klipa iz GMT-a prema DMT-u otvara se usisni ventil, koji se zatvara nešto pre dolaska klipa u DMT. Sledi drugi takt ili komprimiranje smese (vazduha). Kretnjom klipa iz DMT-a prema GMT-u klip komprimuje smesu (vazduh), koja se pali nekoliko stupnjeva pre GMT-a. Kod benzinskih motora svećica pali smesu vazduha i benzina, a kod dizelskih motora gorivo se ubrizgava u cilindar u kojem je sabijeni vazduh visoke temperature i ono se samozapaljuje. Treći takt je ekspanzija, koja je radni takt. Klip se kreće iz GMT-a prema DMT-u eksplozijom nastalom zapaljivanjem smese. Nešto pre DMT-a otvara se ispušni ventil i klip svojim kretanjem prema GMT-u istiskuje izgorelu smesu izvan cilindra. Nešto pre GMT-a otvara se usisni ventil, koji dodatno pospešuje ispiranje cilindra. Dolaskom klipa u GMT zatvara se ispušni ventil i završava ispušni takt te proces počinje ispočetka.

### Podela po vrsti izrade

#### Redni motori
Redni motori su motori s unutrašnjim sagorevanjem u kojima su dva ili više cilindara (najčešće 4) postavljeni u jednom redu.

#### V-motor
Proizvode se sa 2, 4, 6, 8, 10 ili 12 cilindara (paran broj cilindara od 2 naviše). Postavljaju se pod uglom od maksimalno 90 stepeni, čime se štedi na veličini motora.

#### Bokserski motor
Bokserski motor je motor s unutrašnjim sagorevanjem kod kojeg su cilindri smešteni jedan nasuprot drugog u jednoj horizontalnoj ravni (pod uglom od 180°). Obično imaju paran broj cilindara: 2, 4 ili 6. Prvi i najpoznatiji proizvođač je Porše, koji je prvi konstruirao i upotrebio ovaj motor u svojim automobilima nedugo nakon Drugog svetskog rata (1946).
U brodskoj primeni, tj. za velike motore izrađivao se Doksford motor.

#### VR-motori
Kombinacija rednog i V-motora

#### Zvezdasti motor
Zvezdasti motori su motori s unutrašnjim sagorevanjem kod kojih su cilindri raspoređeni zvezdasto s radilicom u sredini. Osnovna primena im je u avijaciji, a ponekad su se ugrađivali i u tenkove. Specifičnost rasporeda cilindara omogućuje vrlo efikasno hlađenje zračnom strujom, pa samim tim kod upotrebe u avionima nije potreban nikakav dodatni sistem hlađenja te se tako ostvaruje i ušteda na težini. Sledeća ušteda na težini jest i u obliku izlaznog vratila – radilice, koja je izvedena sa samo jednim koljenom, za razliku od svih ostalih konstrukcija, gde je potrebno po jedno koleno za svaki cilindar kod rednih ili po jedno koleno za svaki par cilindara kod V-motora.

## Klipni SUS motori
Klipni motori sa unutrašnjim sagorevanjem su motori koji se koriste na današnjim automobilima. Osim na motornim vozilima (putničkim automobilima, kamionima, motociklima), radnim mašinama (traktorima, kombajnima i dr.) i mehanizaciji uopšte, koriste se i na brodovima (veliki, sporohodni dizel motori), čamcima, a u manjoj meri i za pogon lokomotiva i letelica. Procenjuje se da se u ovim motorima potroši preko 25% ukupne svetske potrošnje energije (industrija, transport, grejanje, ...). U drumskom transportu troše skoro 99% energije, u vodenom preko 75%, dok u železničkom i vazdušnom i manje od 10%.
Ovi motori ostvaruju mehanički rad na račun potencijalne energije produkata sagorevanja.
Kod motornih vozila se u ogromnoj većini koriste "klasični" klipni motori (tj. oto i dizel motori), mada stalno ima pokušaja za uvođenje vankelovog motora. Postoje i pokušaji ugradnje gasne turbine (američki tenk M1 Abrams ima ovakav pogon), ali to je izvodljivo samo kod teških vozila. U poslednje vreme prisutni su u hibridni pogon, pa i električni.
Automobilski motori kao gorivo koriste (motorni) benzin, dizel gorivo ili tečni naftni gas - TNG (tzv. plin), eventualno Komprimovani prirodni gas - KPG.
Zbog nedostatka nafte kao osnovne sirovine, automobilska industrija pokušava da nađe alternativnu vrstu goriva.

### „Klasični“ klipni SUS motori
Među klipnim SUS motorima apsolutnu dominaciju u primeni imaju translatorni (linijski) klipni motori sa unutrašnjim sagorevanjem (SUS), tj. "klasični" klipni SUS motori. Tu spadaju oto (Nikolas Oto) - nazivani još i benzinski motori i dizel motori (Rudolf Diesel). Oni se međusobno razlikuju po termodinamičkom ciklusu po kojim rade (i po kojima su i dobili imena), iz čega proizilazi i principijelna razlika u vrstama goriva koje koriste: oto motori koriste motorne benzine, ali i alternativna goriva, kao što su TNG, KPG i TPG, alkoholna goriva, eventualno i biogas, dok dizel motori koriste dizel gorivo i biodizel, eventualno delimično i KPG i TPG. I jedni i drugi mogu biti dvotaktni ili četvorotaktni. Ostale razlike su sledeće:
- Oto motori: nakon sabijanja smeše goriva i vazduha, do njenog upaljenja dolazi varnicom, koja nastaje na svećici. Nema eksplozije, sagorevanje se vrši po slojevima. Smeša se kod starijih modela motora formirala u karburatoru, a danas ubrizgavanjem goriva ("injection motori"), bilo ispred cilindra (jedna ili više brizgaljki), bilo direktno u cilindar (što je retko). Za čišćenje njihovih izduvnih gasova koristi se "katalizator".
- Dizel motori: sabija se čist vazduh i nakon ubrizgavanja goriva dolazi do spontanog paljenja i sagorevanja, usled povišene temperature i pritiska, nastalih sabijanjem vazduha. Nema svećica (osim grejača na nekim motorima, koji se nekad nazivaju i dizel svećice). Sporohodniji su i veći/teži po jedinici snage (osim kod turbo motora), ali efikasniji. Za filtriranje izduvnih gasova dizel motora se koristi DPM filter (Diesel Particulate Matter, dizel čestična materija tj. čađ).

Mogu se podeliti po više kriterijuma, npr. po broju cilindara (jednocilindarski, dvocilindarski, trocilindarski, četvorocilindarski, ...) i rasporedu cilindara (linijski, V, W, boxer, zvezda...).

### Radni ciklus četvorotaktnog OTO motora
Četvorotaktni ciklus oto motora se sastoji od sledećih taktova (koraka rada), koji su prikazani i na animaciji:
- 1. Usisavanje goriva i vazduha kroz ventil, klip se kreće ka UMT, tj. povećava radni prostor
- 2. Sabijanje (kompresija) smeše goriva i vazduha, klip se kreće ka SMT, tj. smanjuje radni prostor
- 3. Sagorevanje goriva pokrenuto električnom iskrom, pritisak pokreće klip, klip se kreće ka UMT, tj. povećava radni prostor
- 4. Izbacivanje produkata sagorevanja, ciklus se vraća na korak 1, klip se kreće ka SMT, tj. smanjuje radni prostor

SMT (spoljna mrtva tačka) - najudaljenija tačka do koje može stići klip
UMT (unutrašnja mrtva tačka) - najbliža tačka do koje može stići klip

### Osnovni delovi klipnih SUS-motora
Osnovni delovi motora zavise od izvedbe i veličine motora. Osnovni delovi SUS-motora jesu nosač motora, blok motora, kolenasto vratilo, klip, klipnjača, cilindar, glava motora, ispušni i usisni ventili, rasplinjač i pumpa visokog pritiska za ubrizgavanje goriva (kod dizelskih) ili karburator i svećica (kod Oto-motora).

#### Nosač motora
To je donji deo motora, na kojem je smešten celi motor sa svim njegovim delovima. S njegove donje strane nalazi se rezervoar koji služi kao spremište za ulje za podmazivanje kod manjih motora, a kod većih motora ovaj rezervoar služi za sakupljanje, a potom za odvođenje ulja u poseban rezervoar.

#### Blok motora
On je u stvari kućište motora u kojem se praktično nalaze svi delovi motora. U njemu su i cilindri motora, kao i otvori za hlađenje motora, kojima cirkulira rashladno sredstvo. Blok motora kod automobila najčešće se izrađuje od lake legure zbog smanjenja celokupne mase automobila. Blokovi velikih motora (kao što su brodski) izrađuju se livenjem.

#### Kolenasto vratilo
Glavni zadatak kolenastog vratila ili radilice jeste da pravolinijsko kretanje klipa pretvori u rotirajuće kretanje na izlazu iz motora, tj. da energiju koja je nastala u cilindru tokom procesa sagorevanja preko niza elemenata motora (klipa, klipnjače) prenese na izlaznu osovinu. Preko kolenastog vratila ta energija se dalje predaje točkovima, odnosno osovini brodskog vijka ili osovini voza. Kolenasto vratilo sastoji se od niza kolena, a njihov broj zavisi od broja cilindara SUS-motora.

#### Klipnjača
Klipnjača je element koji se nalazi unutar cilindra i spojni je element između klipa i kolenastog vratila kod malih motora, odnosno između glave motora i kolenastog vratila kod velikih brodskih motora. Svojim pravolinijskim kretanjem učestvuje u pretvaranju pravolinijskog kretanja klipa u obrtanje kolenastog vratila, odnosno radilice. Obično se izrađuje kovanjem ili livenjem.

#### Klip
Klip je deo motora koji se nalazi unutar cilindra motora i koji se kreće pravolinijski od GMT-a do DMT-a. Oslobođenu energiju u toku takta sagorevanja prenosi preko klipnjače na koljenasto vratilo, pri čemu se pravolinijsko kretanje klipa manifestira obrtanjem kolenastog vratila.

#### Ventili
Usisni i ispušni ventili najčešće su smešteni u glavi cilindra, tj. na vrhu cilindra motora. Najčešća izvedba je od dva ventila po cilindru, kod većine četverotaktnih motora, dakle, 1 usisni i 1 ispušni ventil. Kod novijih benzinskih motora pojavljuje se izvedba od 4 ventila po cilindru: 2 usisna i 2 ispušna. Retko se pojavljuje i izvedba s 3 ventila po cilindru. Kod takve izvedbe jedan je usisni ventil, a dva su ispušna. Ventili se pogone bregastim vratilom, koje je zupčastim remenom spojeno s kolenastim vratilom. Najvažnija stvar je usklađenost položaja bregastog s položajem kolenastog vratila zbog pravovremenog otvaranja i zatvaranja usisnih i ispušnih ventila, da se ne bi desilo da klip dođe u dodir s ventilima za vreme svog pravolinijskog kretanja u cilindru. Dvotaktni motori imaju samo ispušni ventil (ili više njih) dok se usisavanje obavlja pomoću kanala na košuljici cilindra.

#### Pumpa visokog pritiska za ubrizgavanje goriva
Pumpa visokog pritiska za ubrizgavanje goriva je uređaj za ubrizgavanje goriva a nalazi se samo kod dizel motora zbog drugačijeg procesa koji se odvija u cilindru motora. Naime kod dizel motora ne postoje svećice koje iniciraju paljenje gorive smese već se pri kraju takta sabijanja kada pritisak vazduha u cilindru dostigne određeni pritisak i određenu temperature, u cilindar ubrizgava gorivo pod visokim pritiskom pri čemu dolazi do njegovog samozapaljenja usled visokog pritiska i temperature sabijenog vazduha koji se nalazi u cilindru. Pritisak ubrizgavanja je rastao tokom razvoja ove vrste motora te je danas dostigao vrednost od 1200 bara.

#### Bregasto vratilo
Ova specijalna vrsta vratila na sebi ima tzv. bregove, koji prilikom obrtanja bregastog vratila otvaraju i zatvaraju usisne, odnosno ispušne ventile. Ovo vratilo spojeno je s koljenastim, a veza između njih ostvaruje se preko različitih prenosnih mehanizama: zupčastim prenosom (zupčastim remenom i zupčastim remenicama), lančanim prenosima (lancem i lančanikom) i slično.

#### Karburator
Karburator je uređaj koji se nalazi ispred cilindra motora i u kojem se pravi smeša vazduha i goriva za motor s unutrašnjim sagorevanjem. Karakteristika karburatora je ta da se koristi samo kod benzinskih motora jer služi za raspršivanje goriva u struji vazduha pre nego se ta smeša usisa u cilindar za vreme prvog radnog takta. Karburator je bio među prvim patentima Karla Benza, jer je on razvio motor s unutrašnjim sagorevanjem i njegove delove. Godine 1885. Vilhelm Majbah i Gotlib Dajmler razvili su karburator za svoj motor, čiji se rad zasniva na principu ubrizgavanja brizgalicama. Karburatori su bili uobičajeni deo benzinskih motora proizvedenih u većem delu SAD-a do kraja 1980-ih, kad je prevladao princip ubrizgavanja goriva u cilindre SUS-motora.
Većina proizvođača automobila nastavila je s ugradnjom karburatora zbog nižih troškova, ali od 2005. mnogi novi modeli uvode princip ubrizgavanja goriva.

#### Svećica
Kod benzinskih SUS-motora, za razliku od dizelskih, koriste se svećice. To je mali električni uređaj koji visoki napon s magneta pretvara u iskru na njenom vrhu za paljenje gorive smeše u cilindru SUS-motora. Paljenje iskre dešava se na kraju takta sabijanja, usled čega dolazi do procesa sagorevanja gorive smeše, čime otpočinje radni takt sagorevanja.
Među prvim izumiteljima koji su patentirali svećicu bili su Nikola Tesla, Ričard Sims i Robert Boš. Karl Benz takođe je značajno pridoneo njenom razvoju.

## Strujni SUS motori
Kod strujnih motora, rad se ostvaruje na račun kinetičke energije produkata sagorevanja, koji ekspandiraju u obliku mlaza koji se koristi bilo za stvaranje potiska bilo obrtnog momenta.
Gasna turbina koristi za svoj pogon gas, mlazni motori koriste kerozin, a raketnim osim goriva, treba isporučivati i kiseonik.

## Literatura
- James, Fales. Technology Today and Tomorrow. стр. 344.

- Pulkrabek, Willard W. (1997). Engineering Fundamentals of the Internal Combustion Engine. Prentice Hall. стр. 2. ISBN 9780135708545.
- Nunney, Malcom J. (2007). Light and Heavy Vehicle Technology (4th изд.). Elsevier Butterworth-Heinemann. ISBN 978-0-7506-8037-0.
- Stone, Richard (1992). Introduction to Internal Combustion Engines (2nd изд.). Macmillan. ISBN 978-0-333-55083-0.
- Anyebe, E.A (2009). Combustion Engine and Operations, Automobile Technology Handbook. 2.
- Singal, R. K. Internal Combustion Engines. New Delhi, India: Kataria Books. ISBN 978-93-5014-214-1.
- Ricardo, Harry (1931). The High-Speed Internal Combustion Engine.
- ES 433850, Ubierna Laciana, "Perfeccionamientos en Motores de Explosion, con Cinco Tiem-Pos y Doble Expansion", published 1. 11. 1976.
- ES 230551, Ortuno Garcia Jose, "Un Nuevo Motor de Explosion", published 1. 3. 1957.
- ES 249247, Ortuno Garcia Jose, "Motor de Carreras Distintas", published 1. 9. 1959.
- Singer, Charles Joseph; Raper, Richard (1978).  Charles, Singer;  ., ур. A History of Technology: The Internal Combustion Engine. Clarendon Press. стр. 157—176. ISBN 9780198581550.
- Setright, LJK (1975). Some unusual engines. London: The Institution of Mechanical Engineers. ISBN 978-0-85298-208-2.
- Suzuki, Takashi (1997). The Romance of Engines. US: Society of Automotive Engineers. ISBN 978-1-56091-911-7.
- Hardenberg, Horst O. (1999). The Middle Ages of the Internal Combustion Engine. US: Society of Automotive Engineers.
- Gunston, Bill (1999). Development of Piston Aero Engines. PSL. ISBN 978-1-85260-619-0.

## Spoljašnje veze
- -author= -
- 2009